# M51 (missile)

Comparazione dei diversi sistemi nucleari:
a sinistra, il SNLE (tipo Classe Le Redoutable) con il missile M4; al centro, il SNLE-NG (tipo Classe Le Triomphant) con l'attuale missile M45; a destra il futuro missile M51.

L'M51 è un missile balistico lanciato da sottomarini (SLBM) intercontinentale, o con la notazione francese MSBS (che sta per Mer-Sol Balistique Stratégique mare-terra balistico strategico), in dotazione della FOST (Force océanique stratégique française) come componente marina della force de frappe.
Ci sono 60 missili M51 in dotazione come deterrente nucleare dei sottomarini SNLE-NG dalla Marine nationale.
È entrato in servizio nel luglio 2010 con l'operatività del quarto sottomarino della classe Le Triomphant, Le Terrible (S 619). Verrà progressivamente installato sui tre sottomarini già in forza alla Marine. Le Terrible ha testato l'M51 con un lancio dalle acque francesi alle acque antistanti la Virginia positivamente, coprendo un percorso di quasi 5 000 km in 19 minuti. Per le sue caratteristiche di alta velocità di esecuzione l'M51 è da considerarsi ad oggi il missile SLBM più temibile al mondo.

## Il missile M5
L'M5 è un progetto di missile balistico lanciato da sottomarini (SLBM) intercontinentale che avrebbe equipaggiato i sottomarini SNLE della Force océanique stratégique française (FOST).
Lo sviluppo dell'M5 è stato lanciato nel 1992 considerando l'ipotesi di un rafforzamento delle difese antimissili balistici. Questa ipotesi ha portato alla creazione di un progetto molto ambizioso ma anche molto costoso. Il progetto fu modificato nel 1996 dalla decisione del presidente della repubblica al fine di limitare i costi del programma e realizzare le specifiche del missile M51.

## Progetti
Il missile M51 è destinato a sostituire gli M45 per equipaggiare i sottomarini lanciamissili balistici (SSBN) di nuova generazione della Force océanique stratégique française (FOST) a partire dal 2010. La sua messa in servizio è prevista sul Le Terrible, poi sul Le Vigilant, sul Le Triomphant e sul Le Téméraire dopo l'aggiornamento necessario.
60 missili M51 (15 per sottomarino) dovranno essere prodotti (attualmente vi sono 64 missili M45: 16 per sottomarino): 1 nel 2007, 2 nel 2008, altri due nel 2009, nessuno nel 2010, 10 all'anno dal 2011 al 2015, e gli ultimi 5 nel 2016.

## Incidenti
Il 5 maggio 2013 nella baia di Audierne in Francia, un missile M51 lanciato dal sottomarino nucleare francese Le Vigilant si è autodistrutto in volo circa un minuto dopo il lancio.